# Doris Cramer
Doris Cramer (* in Neustadt am Rübenberge als Doris Hogrefe) ist eine deutsche Schriftstellerin und ehemalige Bibliothekarin, die vor allem durch ihre dreiteilige Marokko-Saga bekannt wurde.

## Leben und Werk
Doris Cramer wuchs in Neustadt am Rübenberge in der Region Hannover auf und absolvierte zunächst eine Lehre als Buchhändlerin im allgemeinen und im wissenschaftlichen Sortiment. Einige Jahre war sie in diesem Beruf tätig, unter anderem in Hannover und Göttingen. Mitte der 1970er Jahre zog sie nach Süddeutschland, um in Schwarzenbruck bei Nürnberg für lange Zeit die Leitung der Gemeindebibliothek zu übernehmen.

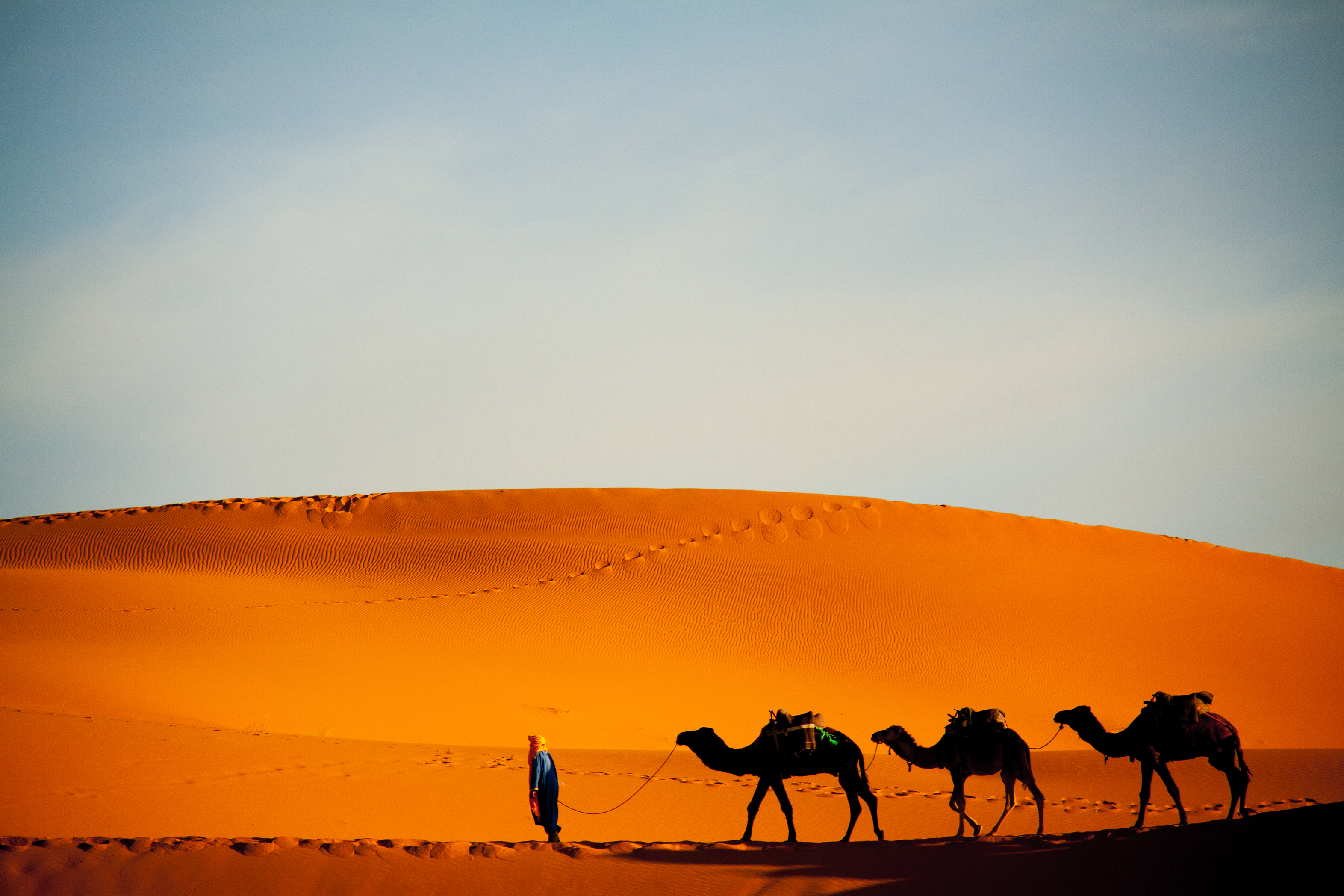

Erst spät begann Cramer mit dem Schreiben. In ihren Büchern verarbeitete sie Erlebnisse, Eindrücke und Geschichten, die sie seit 1984 auf ihren regelmäßigen, ausgedehnten Reisen von Marokko bis Syrien und darüber hinaus gesammelt hatte. Ihr literarisches Debüt gab sie 1998 mit dem Buch Mit dem Kamel durch den Sinai, das sie auf der Grundlage ihrer persönlichen Tagebücher einer Reise durch den Sinai verfasste. Die Illustrationen zum Buch stammen von ihrer Freundin und mehrfachen Reisegefährtin, der Malerin Waltraud D. Giebel.
Der Norden Afrikas im Allgemeinen, aber ganz besonders Marokkos äußerster Süden, den sie siebzehn Mal besuchte, fasziniert die Autorin. Die dortige Landschaft, die Kultur der Berber und das alltägliche Leben in den Wüstenregionen Südmarokkos sind Gegenstand ihrer dreiteiligen Marokko-Saga, die zwischen 2012 und 2015 in Romanform bei Blanvalet erschien. Unter dem Pseudonym „Thea C. Grefe“ veröffentlichte Cramer 2020 mit Eine Prise Marrakesch einen weiteren Roman, der in Marokko spielt.

## Werke
- Mit dem Kamel durch den Sinai und andere Reiseskizzen aus Nordafrika. Köller, Schacht-Audorf 1998, ISBN 3-928143-34-4.
- Die Wolkenfrauen. Roman. Blanvalet, München 2017, ISBN 978-3-7645-0620-9.

Marokko-Saga
- Das Leuchten der Purpurinseln. Roman. Blanvalet, München 2012, ISBN 978-3-442-37874-6.
  - La luz de las islas Púrpuras. Barcelona Editiones, Barcelona 2014, ISBN 978-84-666-5411-1 (spanisch).
- Die Perlen der Wüste. Roman. Blanvalet, München 2013, ISBN 978-3-442-37875-3.
- Das Lied der Dünen. Roman. Blanvalet, München 2015, ISBN 978-3-7341-0102-1.

als Thea C. Grefe
- Eine Prise Marrakesch. Roman. Blanvalet, München 2020, ISBN 978-3-7341-1060-3.